# Eudarcia lobata
Eudarcia lobata is een vlinder uit de familie van de Meessiidae. Deze soort is voor het eerst wetenschappelijk beschreven als Obesoceras lobata door Günther Petersen en Reinhard Gaedike in een publicatie uit 1979.
De soort komt voor in Spanje, Griekenland, Cyprus, Syrië en Israël.